# Discographie des Libertines
La discographie des Libertines, un groupe anglais de rock indépendant, est constituée de trois albums studio, de quatre extended plays (EP), d'une compilation, de six singles et de six clip vidéos. Les Libertines, qui se sont formés en 1998, étaient composés de Pete Doherty, de Carl Barât, de John Hassall et de Gary Powell.
The Libertines est formé par Doherty et Barât en 1998. Le groupe sort son premier single "What a Waster" en juin 2002 sur Rough Trade records. La chanson fait irruption dans le top 40 au Royaume-Uni, et permet au groupe d'avoir du succès auprès de la presse musicale britannique. The Libertines sort dans la foulée leur premier album Up the Bracket en octobre 2002. Tandis qu'Up the Bracket atteint seulement la 35e place aux charts UK, l'album est du point de vue de la critique acclamé, et est élu meilleur album de l'année par plusieurs publications. Deux singles sortent issus de l'album : "Up the Bracket", qui atteint la 21e place au Royaume-Uni, et "Time for Heroes", qui monte à la 20e place.
En août 2003, The Libertines sortent leur quatrième single, "Don't Look Back into the Sun". Il devient leur single le mieux placé avec une 9e place. Leur deuxième album, éponyme, The Libertines un an plus tard en aout 2004. L'album démarre en haut des charts britanniques, aidé par leur single principal "Can't Stand Me Now", qui devient numéro deux. The Libertines, qui est certifié disque de platine en Grande-Bretagne, entre dans les charts américain pour la première fois, atteignant la 111e place au Billboard 200. Cependant cet album est le dernier du groupe, se séparant en grande partie à cause des problèmes de Pete Doherty avec la drogue, de ses démêlés avec la justice et de ses désaccords avec Carl Barât,. En 2007, Rough Trade publie une compilation de leurs Greatest Hits, Time for Heroes: The Best of The Libertines, qui parvient à la place 23 en Grande-Bretagne.
Après une pause de dix ans, les "enfants terribles du rock" sortent leur troisième album studio intitulé “Anthems for Doomed Youth”. Produit par Jake Gosling, cet album a été enregistré en Thaïlande. Il est classé 29e album de l'année 2015 par le NME.

## Albums studio
| 2002                                                         | Up the Bracket - Label : Rough Trade - Sortie : 14 octobre 2002 - Formats : CD, vinyl                 | 35 | —   | 13 | —  | —  | 120 | —  | —  | —  | 59 | —  | Gold     |
| 2004                                                         | The Libertines - Label : Rough Trade - Sortie : 30 août 2004 - Formats : CD, vinyl                    | 1  | 111 | 4  | 31 | 24 | 27  | 20 | 53 | 34 | 18 | 51 | Platinum |
| 2015                                                         | Anthems for Doomed Youth (en) - Label : EMI Virgin - Sortie : 04 septembre 2015 - Formats : CD, vinyl |    |     |    |    |    |     |    |    |    |    |    |          |
| 2024                                                         | All Quiet on the Eastern Esplanade (en) - Label : EMI - Sortie : 08 mars 2024 - Formats : CD, vinyl   |    |     |    |    |    |     |    |    |    |    |    |          |
| "—" signifie que le single n'est pas rentré dans les charts. | |    |     |    |    |    |     |    |    |    |    |    |          |

## Compilations
| Année | Album details | Meilleure Position | Meilleure Position | Meilleure Position | Meilleure Position | Meilleure Position | Meilleure Position | Meilleure Position | Meilleure Position | Meilleure Position | Meilleure Position | Meilleure Position | Récompense Britannique |
| Année | Album details | UK                 | US ,               | US Heat            | AUT                | BEL                | FR                 | GER                | NLD                | NOR                | SWE                | SWI                | Récompense Britannique |
| ----- | --- | ------------------ | ------------------ | ------------------ | ------------------ | ------------------ | ------------------ | ------------------ | ------------------ | ------------------ | ------------------ | ------------------ | ---------------------- |
| 2007  | Time for Heroes: The Best of The Libertines - Label : Rough Trade (#421) - Sortie : 29 octobre 2007 - Formats : CD, vinyl | 23                 | —                  | —                  | —                  | —                  | —                  | —                  | —                  | —                  | —                  | —                  |                        |

## EP
| Année | Album details |
| ----- | --- |
| 2003  | Time for Heroes - Label : Toshiba EMI - Sortie : mars 2003 (Japan seulement) - Format : maxi CD                                                     |
| 2003  | I Get Along - Label : Sanctuary - Sortie : août 2003 (US seulement) - Formats : CD, vinyl                                                           |
| 2003  | Don't Look Back into the Sun/Death on the Stairs - Label : Rough Trade Japanese import - Sortie : octobre 2003 (Japan seulement) - Format : maxi CD |
| 2005  | What Became of the Likely Lads - Label : Rough Trade US - Sortie : mars 2005 (US seulement) - Format : maxi CD                                      |

## Singles
| Année                                                        | Single                           | Meilleure Position | Meilleure Position | Album |
| Année                                                        | Single                           | UK                 | IRE                | Album |
| ------------------------------------------------------------ | -------------------------------- | ------------------ | ------------------ | --- |
| 2002                                                         | "What a Waster"                  | 37                 | —                  | Single non inclut dans un album, plus tard inclus lors de la ressortie au UK et sur la version US de Up the Bracket, plus tard inclus sur Time for Heroes: The Best of the Libertines |
| 2002                                                         | "Up the Bracket"                 | 29                 | —                  | Up the Bracket |
| 2003                                                         | "Time for Heroes"                | 20                 | —                  | Up the Bracket |
| 2003                                                         | "Don't Look Back into the Sun"   | 11                 | —                  | Single non inclut dans un album, plus tard inclus sur Time for Heroes: The Best of the Libertines                                                                                     |
| 2004                                                         | "Can't Stand Me Now"             | 2                  | 28                 | The Libertines |
| 2004                                                         | "What Became of the Likely Lads" | 9                  | —                  | The Libertines |
| "—" signifie que le single n'est pas rentré dans les charts. |                                  |                    |                    | |

## Videos
| Année | Détails | Commentaires |
| ----- | --- | --- |
| 2003  | Up the Bracket (Bonus DVD) - Label : Rough Trade (#065) - Sortie : 8 septembre 2003 - Seulement disponible en bonus DVD de Up the Bracket lors de sa ressortie. | Inclus les vidéos de "Up the Bracket", de "Time for Heroes" et de "I Get Along".                                                                 |
| 2004  | Boys in the Band - Label : Rough Trade (#166) - Sortie : 22 novembre 2004 - Seulement disponible en bonus DVD de The Libertines sur l'édition spéciale.         | Inclus des vidéos live au Japon et à Madrid, du clip de "Can't Stand Me Now", photos du groupe aux NME Awards et au backstage et des interviews. |

## Clips vidéos
| Année | Titre                            | Réalisateur                    |
| ----- | -------------------------------- | ------------------------------ |
| 2002  | "Up the Bracket"                 | Gina Birch                     |
| 2003  | "Don't Look Back into the Sun"   | Alexander Strickland-Clarke    |
| 2003  | "Time for Heroes"                | Gina Birch                     |
| 2003  | "I Get Along"                    | Gina Birch                     |
| 2004  | "Can't Stand Me Now"             | Douglas Hart et Becky Hastings |
| 2004  | "What Became of the Likely Lads" | Johan Renck                    |

## Divers
| Année | Chanson                        | Album                                               | Commentaires |
| ----- | ------------------------------ | --------------------------------------------------- | --- |
| 2003  | "What a Waster"                | BO de The Football Factory                          | Précédemment sortie comme un single. |
| 2003  | "Lazy Sunday"                  | BO deBlackball                                      | Reprise d'une chanson de 1968 des Small Faces. |
| 2003  | "Up the bracket"               | Indétendances 9                                     | Compilation Fnac Indétendances février 2003. |
| 2004  | "Born in England"              | Single                                              | Chanson de Xfm pour l'Euro 2004 de football. Est également présent James Nesbitt, Delays, Bernard Butler, The Wheatleys, et des membres de Supergrass.   |
| 2004  | "All at Sea"                   | CD gratuit du journal The Observer                  | Chanson non sortie précédemment. Les autres chansons du CD sont "Can't Stand Me Now", "Don't Look Back Into the Sun", "Time for Heroes" et "Narcissist". |
| 2004  | "Up the Bracket (live)"        | Bring Your Own Poison - the Rhythm Factory Sessions | "Another Girl, Another Planet" est un titre caché enregistré avec Peter Perrett.                                                                         |
| 2004  | "Another Girl, Another Planet" | Bring Your Own Poison - the Rhythm Factory Sessions | "Another Girl, Another Planet" est un titre caché enregistré avec Peter Perrett.                                                                         |
| 2006  | "Arbeit Macht Frei"            | BO de Les Fils de l'homme                           | Précédemment sortie sur The Libertines. |